# Velika Gorica
Velika Gorica je satelitsko mesto hrvaške prestolnice Zagreb in ima po popisu 2021 dobrih 30.000 prebivalcev, medtem ko prebivalstvo mestne občine (Grad Velika Gorica) šteje še enkrat več, to je 61.000 ljudi (skupaj s sosednjimi občinami Pokupsko, Orle in Kravarsko pa skoraj 70.000). S tem je največje naselje v Zagrebški županiji ter 12. največje na Hrvaškem, glede na prebivalstvo občine pa je celo na 6. mestu. Število prebivalstva je v zadnjih letih nekoliko nazadovalo (mesta s 33.339 leta 2001, občine pa s 63.500 v letih 2001 in 2011) Območje Velike Gorice leži jugovzhodno od Zagreba, med Savo in Kolpo na nižinskem področju Turopolja oziroma obronkih Vukomeričkih goric na površini 566 kvadratnih kilometrov. Na njenem ozemlju leži tudi največje hrvaško oz. zagrebško letališče Franjo Tuđman.

## Demografija

### Mesto Velika Gorica
| Pregled števila prebivalcev po letih | Pregled števila prebivalcev po letih | Pregled števila prebivalcev po letih | Pregled števila prebivalcev po letih | Pregled števila prebivalcev po letih | Pregled števila prebivalcev po letih | Pregled števila prebivalcev po letih | Pregled števila prebivalcev po letih | Pregled števila prebivalcev po letih | Pregled števila prebivalcev po letih | Pregled števila prebivalcev po letih | Pregled števila prebivalcev po letih | Pregled števila prebivalcev po letih | Pregled števila prebivalcev po letih | Pregled števila prebivalcev po letih | Pregled števila prebivalcev po letih |
| ------------------------------------ | ------------------------------------ | ------------------------------------ | ------------------------------------ | ------------------------------------ | ------------------------------------ | ------------------------------------ | ------------------------------------ | ------------------------------------ | ------------------------------------ | ------------------------------------ | ------------------------------------ | ------------------------------------ | ------------------------------------ | ------------------------------------ | ------------------------------------ |
| 1857                                 | 1869                                 | 1880                                 | 1890                                 | 1900                                 | 1910                                 | 1921                                 | 1931                                 | 1948                                 | 1953                                 | 1961                                 | 1971                                 | 1981                                 | 1991                                 | 2001                                 | 2011                                 |
| 12.534                               | 13.822                               | 14.716                               | 17.056                               | 18.998                               | 20.840                               | 20.124                               | 22.544                               | 23.717                               | 24.965                               | 25.804                               | 28.392                               | 47.104                               | 56.884                               | 63.517                               | 63.517                               |

### Velika Gorica (naselje)
| Pregled števila prebivalcev po letih | Pregled števila prebivalcev po letih | Pregled števila prebivalcev po letih | Pregled števila prebivalcev po letih | Pregled števila prebivalcev po letih | Pregled števila prebivalcev po letih | Pregled števila prebivalcev po letih | Pregled števila prebivalcev po letih | Pregled števila prebivalcev po letih | Pregled števila prebivalcev po letih | Pregled števila prebivalcev po letih | Pregled števila prebivalcev po letih | Pregled števila prebivalcev po letih | Pregled števila prebivalcev po letih | Pregled števila prebivalcev po letih | Pregled števila prebivalcev po letih |
| ------------------------------------ | ------------------------------------ | ------------------------------------ | ------------------------------------ | ------------------------------------ | ------------------------------------ | ------------------------------------ | ------------------------------------ | ------------------------------------ | ------------------------------------ | ------------------------------------ | ------------------------------------ | ------------------------------------ | ------------------------------------ | ------------------------------------ | ------------------------------------ |
| 1857                                 | 1869                                 | 1880                                 | 1890                                 | 1900                                 | 1910                                 | 1921                                 | 1931                                 | 1948                                 | 1953                                 | 1961                                 | 1971                                 | 1981                                 | 1991                                 | 2001                                 | 2011                                 |
| 1.524                                | 1.717                                | 2.219                                | 2.512                                | 2.925                                | 3.278                                | 3.264                                | 3.665                                | 4.151                                | 4.938                                | 5.321                                | 8.013                                | 24.834                               | 31.614                               | 33.339                               | 31.553                               |